# Thierry Bourgeon
 (février 2017).
Thierry Bourgeon est un vieux journaliste radio français, né le 25 août 1951 à Neuilly-sur-Seine. 

## Biographie
En 1972, jeune diplômé du Centre de Formation des Journalistes (CFJ), il commence sa carrière comme reporter à France Inter, avant d'en devenir chef d'édition quatre ans plus tard. En 1982, il devient rédacteur en chef de Radio France Périgord, avant de revenir à France Inter comme rédacteur en chef adjoint et présentateur des journaux de la matinale. En 1989, il rejoint la radio Europe 1 pour les mêmes fonctions avant de devenir responsable de la tranche d'information matinale de la station jusqu'en 1997.
En août 1997, il est nommé Directeur Général de l'ensemble des radios locales de Radio France. 3 ans plus tard, il devient Monsieur Net à Radio France qui crée pour lui le poste de rédacteur en chef des activités multimédia du Groupe de service public.
Depuis 2009, Thierry Bourgeon poursuit sa passion pour la radio et pour le domaine du goût à travers son propre site internet spécialisé dans les reportages sur la gastronomie. Thierry Bourgeon est aussi, depuis 2009, diplômé du CAP de cuisine de l'école Grégoire Ferrandi de Paris  et membre de l'Association professionnelle des chroniqueurs et informateurs de la gastronomie et du vin (APCIG). Il est également formateur pour la société COM'9 Production Communication, société spécialisée dans la formation des chefs d'entreprise à la communication et à la prise de parole en public.

Maintenant, il tient le site de la Radio du Goût, radio numérique spécialisée dans la gastronomie.